# Pieter des Ruelles

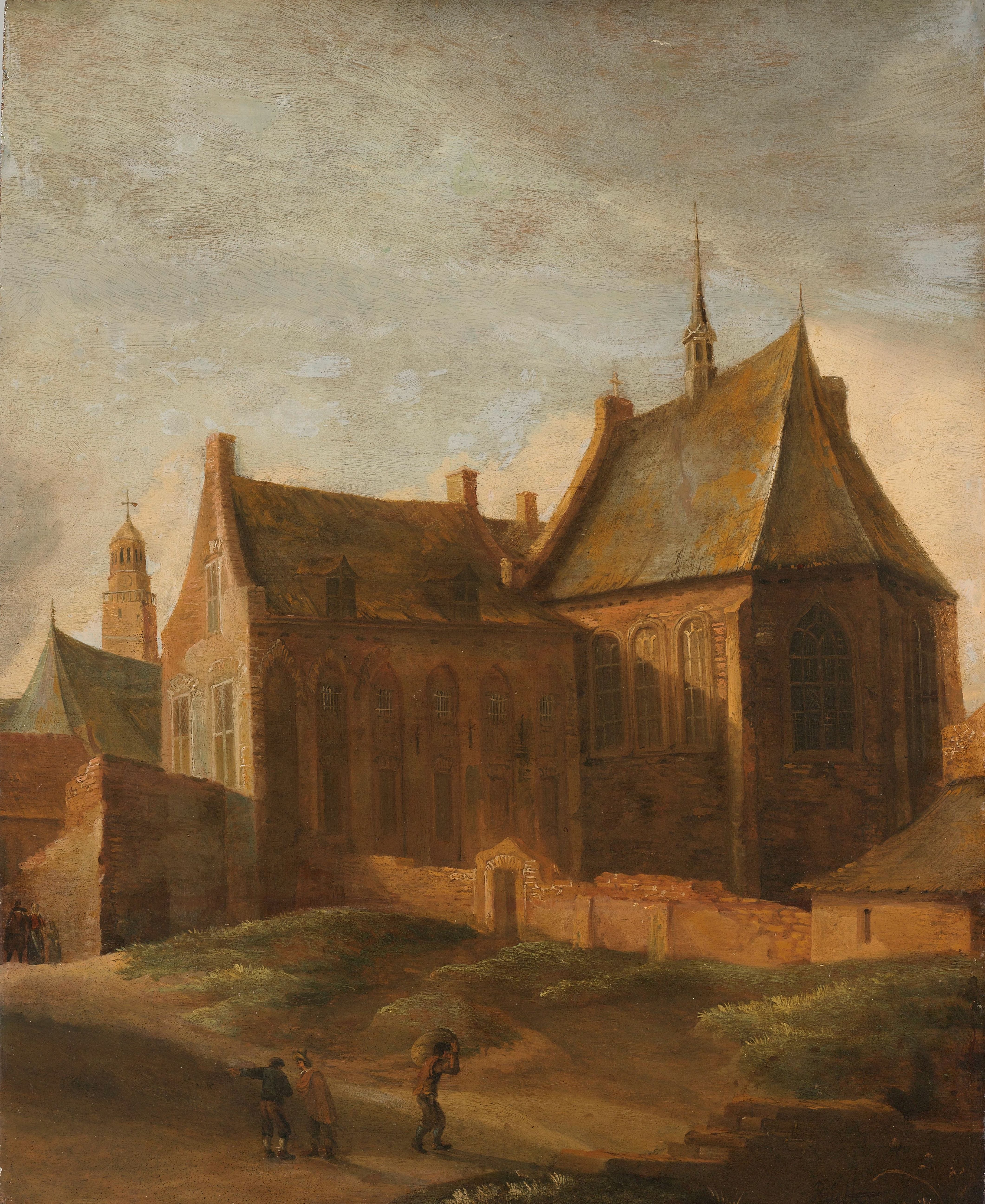
Het Agnietenklooster te Utrecht (Pieter des Ruelles)

Pieter des Ruelles (Amsterdam, gedoopt op 14 oktober 1629 – aldaar, begraven op 6 april 1658) was een Noord-Nederlands schilder en dichter. 
Zijn vader, Daniel des Ruelles, was een koopman die in Armentières was geboren.
Des Ruelles was actief als kunstenaar in Amsterdam van 1650 tot 1658 en is bekend om olieverfschilderijen van landschappen en stadsgezichten. Daarnaast was hij ook dichter. In zijn korte leven had hij een relatie met Dirckje Jans, met wie hij op 28 februari 1654 in ondertrouw ging. Hij overleed vier jaar later en werd in de Waalse Kerk begraven.
- Biografisch Portaal: 62042739
- Digitale Bibliotheek voor de Nederlandse Letteren: ruel005
- RKD-Nederlands Instituut voor Kunstgeschiedenis: 68789
- Union List of Artist Names: 500023142
- Virtual International Authority File: 95823884